# Jaltomata leivae
Jaltomata leivae är en potatisväxtart som beskrevs av Mione. Jaltomata leivae ingår i släktet jaltomator, och familjen potatisväxter. Inga underarter finns listade i Catalogue of Life.

## Bildgalleri

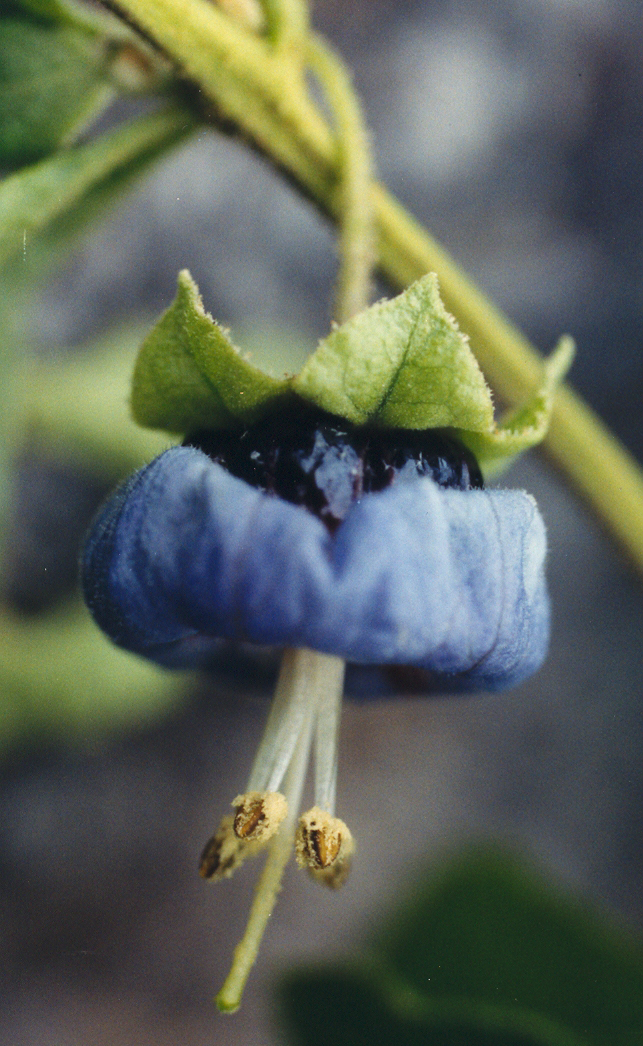